# يوهان ياكوبسن
يوهان ياكوبسن (بالسويدية: Johan Jakobsson) مواليد 12 فبراير 1987 في غوتنبرغ، هو لاعب كرة يد سويدي يلعب كظهير أيمن. يلعب حاليا مع نادي فلنسبورغ هاندفيت لكرة اليد ويحمل الرقم 19. مثل منتخب السويد لكرة اليد. شارك في دورة الألعاب الأولمبية الصيفية سنة 2012.

## سجل المنافسة
شارك في البطولات التالية:
- بطولة أوروبا لكرة اليد للرجال 2012
- بطولة أوروبا لكرة اليد للرجال 2014
- بطولة أوروبا لكرة اليد للرجال 2016
- الألعاب الأولمبية الصيفية 2012
- الألعاب الأولمبية الصيفية 2016

## الميداليات
| الميدالية | المسابقة                       |
| --------- | ------------------------------ |
| فضية      | الألعاب الأولمبية الصيفية 2012 |

## روابط خارجية
- يوهان ياكوبسن على موقع الاتحاد الأوروبي لكرة اليد (الإنجليزية)
- يوهان ياكوبسن على موقع أوليمبيديا (الإنجليزية)
- يوهان ياكوبسن على موقع اللجنة الأولمبية السويدية (السويدية)